# UWC México 32
UWC México 32: Sánchez vs. Valencia fue un evento de artes marciales mixtas producido por Ultimate Warrior Challenge México, que se llevó a cabo el 25 de marzo de 2022	en el Entram Gym de Tijuana, Baja California, México.